# Jidai-geki
Jidai-geki (jap. 時代劇, Jidai: „Zeitalter“, geki: „Drama“, „Bühnenspiel“), auch Jidai-geki eiga (時代劇映画, eiga: „Film“) ist ein japanisches Filmgenre, das grob als Historienfilm übersetzt werden kann und dessen Wurzeln im Nō-Theater und Kabuki liegen. Der Begriff wird erstmals 1923 erwähnt. 
Bezeichnet werden damit Filme, die vor der Modernisierung Japans mit der Meiji-Zeit spielen. Jidai-geki haben als Schauplatz oft die Edo-Zeit (1603–1868). Filme aus der vorangegangenen Sengoku-Zeit (1477–1573) werden auch als Sengoku-jidai (戦国時代) bezeichnet, und Filme, bei denen Schwertkämpfe im Vordergrund stehen, als Ken-geki (auch Chambara) (剣劇).

## Geschichte
Obwohl es Filme, die in dieses Genre passen, schon seit den Anfängen des japanischen Films gibt, gelangte der Begriff Jidai-geki erst 1923 in den japanischen Sprachgebrauch. Makino Shōzō benutzte den Begriff in jenem Jahr, um seinen Film Woodcut Artist (siehe Holzschnitt) zu bewerben.
Von den vielen tausend Filmen dieses Genres sind außerhalb Japans nur vergleichsweise wenige erhältlich. Vor allem Akira Kurosawa verhalf diesem Genre in der westlichen Welt in den 1950er Jahren zu Bekanntheit.
Ende der achtziger Jahre war die Nachfrage für Jidai-geki-Filme beinahe erloschen, bis Ende der neunziger Jahre Regisseure wie Ryūhei Kitamura (Aragami, Azumi) und Hiroyuki Nakano (Samurai Fiction, Red Shadow) das Genre neu aufleben ließen.
Angeblich hat das Wort Jidai den amerikanischen Regisseur George Lucas so fasziniert, dass er in Anlehnung daran dem Ritterorden in seinen populären Star-Wars-Filmen den Namen Jedi gab.

## Bekannte Jidai-geki-Filme
- 1925: Orochi von Buntarō Futagawa
- 1928–1929: Roningai von Masahiro Makino
- 1935: Tange Sazen Yowa: Hyakuman Ryo no Tsubo von Sadao Yamanaka
- 1937: Humanity and Paper Balloons von Sadao Yamanaka
- 1952–1954: Jirochō Sangokushi von Masahiro Makino
- 1954: Die sieben Samurai von Akira Kurosawa
- 1955–1956: Samurai-Trilogie von Hiroshi Inagaki mit Toshirō Mifune
- 1962–2003: Die Zatoichi-Reihe mit Shintarō Katsu respektive Takeshi Kitano
- 1961: Yojimbo von Akira Kurosawa
- 1962: Harakiri von Masaki Kobayashi
- 1962: Sanjuro von Akira Kurosawa
- 1963: Thirteen Assassins von Eiichi Kudo
- 1964: Three Outlaw Samurai von Hideo Gosha
- 1966: The Sword of Doom von Kihachi Okamoto
- 1966: The Secret of the Urn von Hideo Gosha
- 1966–1967: Samurai Wolf von Hideo Gosha
- 1969: Goyokin von Hideo Gosha
- 1969: Hitokiri von Hideo Gosha
- 1973: Die Okami-Reihe von Kenji Misumi, Buichi Saito, Yoshiyuki Kuroda
- 1973: Lady Snowblood von Toshiya Fujita
- 1978: Shogun's Samurai von Kinji Fukasaku
- 1979: Hunter in the Dark von Hideo Gosha
- 1980: Kagemusha – Der Schatten des Kriegers von Akira Kurosawa
- 1981: Samurai Reincarnation von Kinji Fukasaku
- 1985: Ran von Akira Kurosawa
- 1985: The Dagger of Kamui von Rintarō
- 1993: Ninja Scroll von Yoshiaki Kawajiri
- 1997: Prinzessin Mononoke von Hayao Miyazaki
- 1998: Samurai Fiction von Hiroyuki Nakano
- 2002: Samurai in der Dämmerung von Yōji Yamada
- 2007: Sword of the Stranger von Masahiro Andō
- 2010: 13 Assassins von Takashi Miike